# Epistole (Boccaccio)
Le Epistole di Giovanni Boccaccio rappresentano un corpus limitato della sua produzione scritta, composto da venticinque lettere, datate tra il 1339 e il 1374. Sebbene Boccaccio non abbia mai intrapreso la compilazione di un epistolario completo, questo ristretto gruppo di lettere offre uno spaccato significativo delle sue relazioni intellettuali e personali e del suo sviluppo interiore, che si riflette nella varietà dei destinatari e dei temi trattati.

## Descrizione
Il numero esiguo delle lettere pervenute si deve probabilmente alla volontà di Boccaccio di non ordinare e conservare sistematicamente la propria corrispondenza. Questo spiega l'assenza di molte lettere menzionate indirettamente nei suoi scritti o nelle lettere stesse, le quali fanno immaginare un epistolario più ricco e articolato rispetto a quello che ci è pervenuto. La presenza di riferimenti a missive non rinvenute, dimostra che l'attività epistolare dell'autore fu intensa e disseminata lungo il corso della sua vita, coinvolgendo personalità di spicco dell'epoca e toccando temi di grande profondità letteraria e personale.

### Le prime lettere: gli esercizi retorici del 1339
I primi quattro dictamina, composti nel 1339 e conservati nello Zibaldone Laurenziano (codice XXIX 8), rappresentano per Boccaccio un esercizio di stile e di retorica, rientrando nella pratica comune all’epoca di affinare la propria abilità epistolare con finalità didattiche. Tali lettere non sono indirizzate a persone specifiche, ma si collocano nel contesto delle prove letterarie giovanili dell'autore.

### La corrispondenza con Francesco Petrarca
Una sezione rilevante delle Epistole è costituita dalla corrispondenza con Francesco Petrarca, di cui restano le lettere VII, X, XI e XV. Lo scambio epistolare tra i due autori non si limita alla discussione di temi letterari, ma sconfina nella sfera intima, mostrando una profonda amicizia e reciproca stima. In particolare, la lettera XV del 1367 è nota per un commosso ritratto della nipotina di Petrarca, Eletta, nella quale Boccaccio proietta l’immagine della propria figlia Violante, morta prematuramente nel 1355 all'età di cinque anni. Questo paragone esprime un forte legame emotivo e un’umanità comune che va oltre la dimensione letteraria.

### L'omaggio postumo a Petrarca
Con la lettera indirizzata a Francesco da Brossano nel 1374, anno della morte di Petrarca, Boccaccio rende omaggio al poeta aretino. In questo scritto, Boccaccio esprime il dolore per la scomparsa dell'amico e maestro, dichiarando di essergli stato profondamente debitore: “nemo mortalium me magis illi fuit obnoxius” (Ep. XXIV: 1). Questo commiato si collega ai toni encomiastici già presenti in altri suoi lavori, come la Mavortis milex e il De Vita, dove Boccaccio celebra la grandezza intellettuale di Petrarca.

### L'epistolario dell'ultimo periodo e la corrispondenza napoletana
Negli ultimi anni di vita, le condizioni di salute di Boccaccio peggiorarono sensibilmente, influenzando il tono e il contenuto della sua produzione epistolare. Tra il 1371 e il 1372, Boccaccio intrattiene una corrispondenza con alcuni umanisti napoletani, come testimoniano le lettere XVIII (a Niccolò Orsini), XIX (a Iacopo Pizzinga) e XX (a Pietro di Monteforte). In queste missive, l’autore continua a manifestare interesse per gli scambi culturali, anche se si percepisce il peso della malattia e il senso di fragilità crescente.

### La lettera a Mainardo Cavalcanti e il desiderio di pace
Nella lettera XXI, indirizzata all’amico Mainardo Cavalcanti nel 1373, emerge un quadro toccante del declino fisico e morale dell'autore. Boccaccio confessa il suo desiderio di trovare la pace eterna, scrivendo esplicitamente di desiderare la morte (“mortem cupio”). Questa ammissione di stanchezza, che riflette una profonda depressione, rivela il lato umano e vulnerabile di uno dei maggiori letterati del Trecento.

## Importanza e influenza delle Epistole
Nonostante la loro frammentarietà, le Epistole di Giovanni Boccaccio rappresentano una fonte preziosa per comprendere non solo l’evoluzione stilistica e intellettuale dell'autore, ma anche il suo rapporto con il dolore, la malattia e la consapevolezza della morte. Queste lettere permettono di esplorare il contesto culturale dell'epoca, il valore dell'amicizia e della famiglia, e il senso di riconoscenza e ammirazione verso i maestri e gli amici, come Petrarca, che influenzarono profondamente il suo pensiero e la sua opera.